# Garighatta, Arkalgud
Garighatta là một làng thuộc tehsil Arkalgud, huyện Hassan, bang Karnataka, Ấn Độ.